# Kathrin Schmid

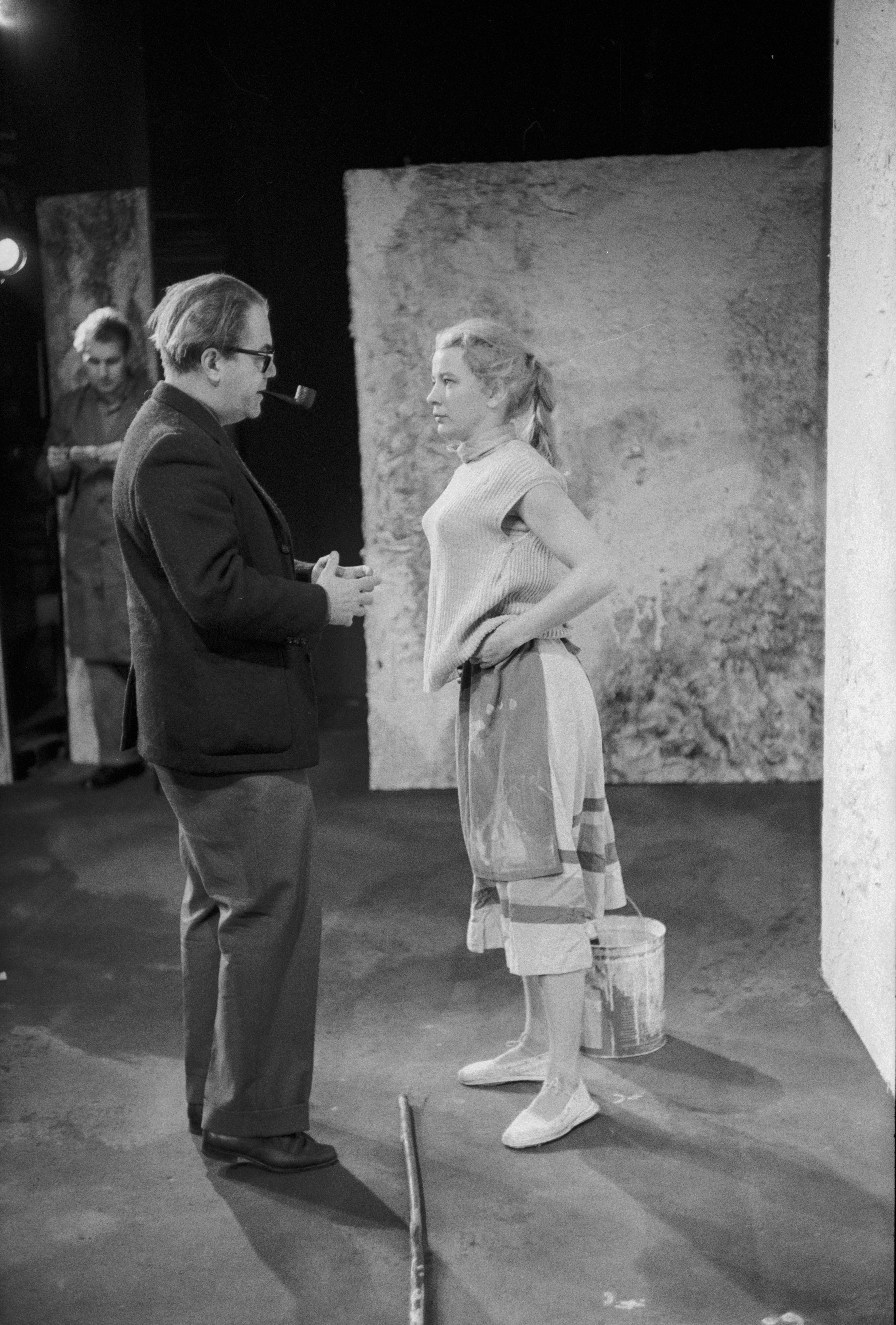
Kathrin Schmid mit Max Frisch bei Proben zu Andorra (1961)

Kathrin Brogle-Schmid (* 1935) ist eine Schweizer Schauspielerin.

## Werdegang
Die Schauspielerin Kathrin Schmid heiratete 1959 ihren Berufskollegen Peter Brogle. Ein Jahr später stand sie neben ihrem Mann für Franz Schnyders Gotthelf-Filme Anne Bäbi Jowäger und Jakobli und Meyeli vor der Kamera. Aus den zwei Teilen machte der Regisseur einen abendfüllenden Kinofilm, der 1962 in einer ersten Gesamtfassung und 1978 in einer zweiten Gesamtfassung herauskam. Diesem Erfolg folgten weitere Bühnen- und Fernsehauftritte.

## Filmografie (Auswahl)
- 1960: Anne Bäbi Jowäger 1. Teil
- 1961: Anne Bäbi Jowäger 2. Teil
- 1964: Andorra
- 1966: Der Fall Jeanne d’Arc